# 109 (centre commercial)
Pour les articles homonymes, voir 109 (homonymie).
109 (いちまるきゅう, ichi-maru-kyū) est un centre commercial situé à Shibuya (Tokyo, Japon) où l'on trouve essentiellement des produits vestimentaires. Il appartient a la filiale Tokyu Mall Development ; qui elle appartient a la société Tokyu Groups. Situées entre les deux rues les plus fréquentées du quartier, la Tokyu-Honten-Dori et la Dogen-zaka, la tour principale du centre commercial, est un des haut-lieux de rencontre et de rendez-vous pour les jeunes de Tokyo et de ses environs. Le Shibuya 109 comprend plusieurs boutiques destinées aux jeunes femmes. À proximité se trouve le 109 men's pour les hommes.
Actuellement la chaîne 109 compte 5 magasins au Japon.
- 109 Honten
- 109-2 Shibuya, Tokyo
- KOHRINBO109 Kanazawa, Ishikawa
- 109MACHIDA Machida, banlieue de Tokyo
- SHIZUOKA109 Shizuoka-shi, Shizuoka